# Nancy Hollister
Nancy Putnam Hollister (nascida em 22 de maio de 1949) é uma política dos Estados Unidos, sendo a 66º governadora de Ohio, entre 1998 a 1999. Foi a primeira mulher a chegar o cargo de governador(a) do Estado.
Nascida em Marietta, entrou na política sendo eleita vereadora em Marietta, ocupando o cargo entre 1980 a 1984, foi prefeita da cidade entre 1984 a 1991. Era vice-governadora do estado no governo de George Voinovich, até 1998 quando Voinovich renunciou para assumir uma vaga no senado dos Estados Unidos, então Hollister tomou posse como governadora. Foi deputada estadual entre 1999 a 2004.